# Clavulinopsis umbrinella

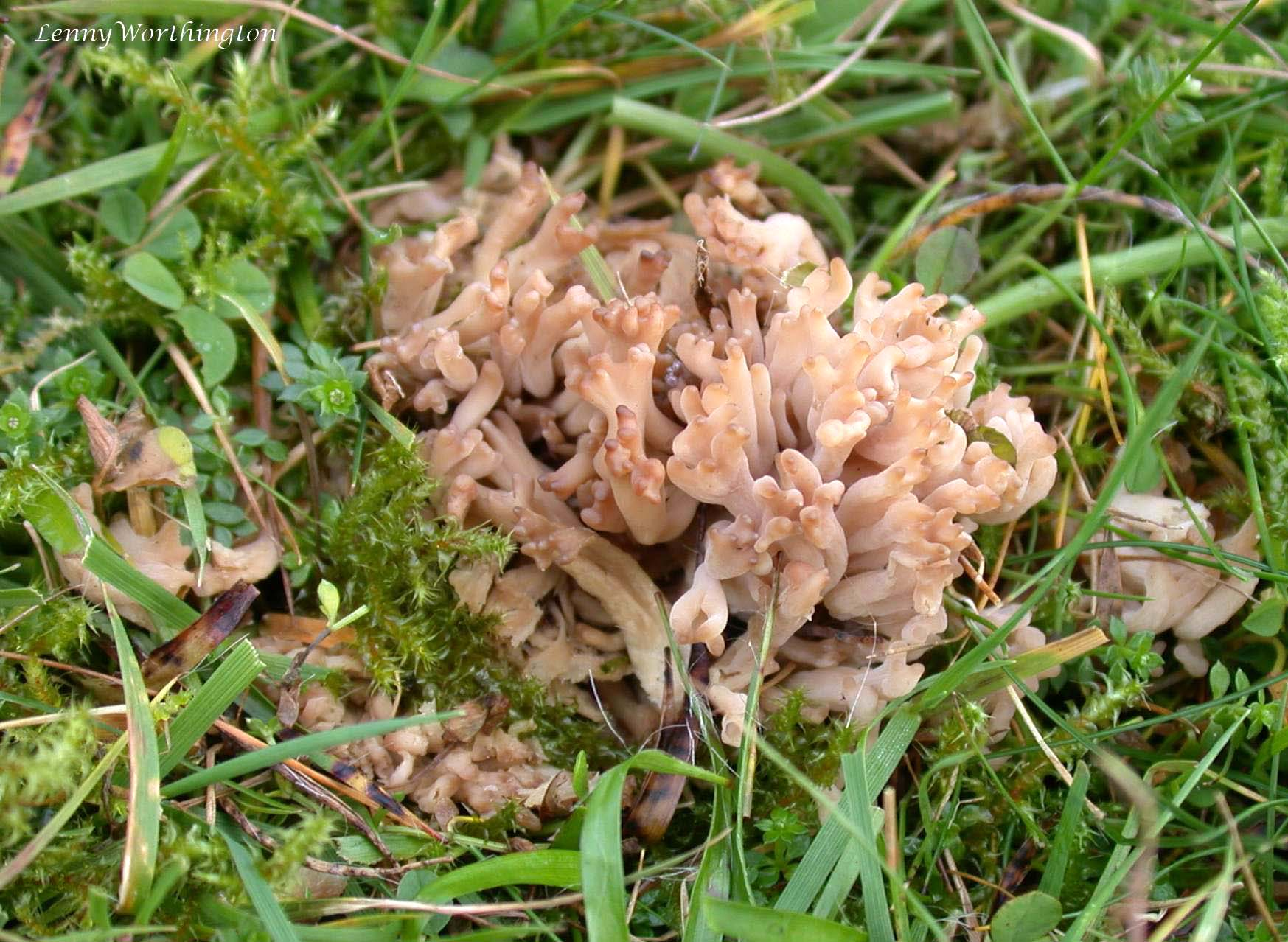

Clavulinopsis umbrinella (Sacc.) Corner – gatunek grzybów z rodziny goździeńcowatych (Clavariaceae).

## Systematyka i nazewnictwo
Pozycja w klasyfikacji według Index Fungorum: Clavulinopsis, Clavariaceae, Agaricales, Agaricomycetidae, Agaricomycetes, Agaricomycotina, Basidiomycota, Fungi.
Po raz pierwszy takson ten zdiagnozował w 1888 r. Pier Andrea Saccardo, nadając mu nazwę Clavaria umbrinella. Obecną nazwę nadał mu w 1950 r. Edred John Henry Corner, przenosząc go do rodzaju Clavulinopsis. Synonimy:
- Clavaria cinereoides G.F. Atk. 1909
- Clavaria umbrina Berk. 1860
- Clavaria umbrinella Sacc. 1888
- Clavulinopsis cinereoides (G.F. Atk.) Corner 1950
- Ramariopsis umbrinella (Sacc.) R.H. Petersen 1978

## Morfologia
Bazydiokarp
Klawarioidalny (krzaczkowaty) o wysokości do 25 mm, przeważnie rozgałęziony prawie od podstawy. Gałązki cylindryczne lub lekko bocznie spłaszczone, wierzchołki czasami 3–4 razy rozgałęzione, stożkowe, ostre. Powierzchnia gładka lub lekko oprószona, u podstawy biała lub biaława, wierzchołek z odcieniem ochrowym do blado ochrowego, staje się ciemniejszy po wyschnięciu.
Cechy mikroskopowe
Bazydiospory 4,5–6,7(–7,5) × 4,5–6,7 µm, Q = 1,0, kuliste lub prawie kuliste, z wyrostkiem wnęki (apiculus), z jedną dużą gutulą lub kilkoma mniejszymi, cienkościenne, szkliste, niedekstrynoidalne, niecyjanofilne. Podstawki 45–72 × 17,5–21,0, 4-, rzadko 2- lub 3-zarodnikowe, wąsko maczugowate, ze sterygmami o długości 6,7–20,1 µm, czasami z ziarnistą zawartością. Strzępki w subhymenium cylindryczne, cienkościenne, o szerokości 1,8–5,4 pm, niedekstrynoidalne, negatywne w Czerwieni Kongo, niecyjanofilne, o grubości ścianek 0,5–0,8 µm, nieregularnie septowane, niektóre septy są bardzo blisko siebie, inne raczej odległe od siebie. Sprzążki obecne w strzępkach wszystkich części grzyba.
Gatunki podobne
Makroskopowo jest bardzo podobny do goździeńczyka grzebieniastego (Clavulina coralloides), jednak ten ostatni odróżnia się większymi bazydiosporami i dwuzarodnikowymi podstawkami.

## Występowanie i siedlisko
Podano stanowiska Clavulinopsis umbrinella w Ameryce Północnej, Europie, Azji i Australii. Brak go w opracowanym w 2003 r. przez Władysława Wojewodę wykazie wielkoowocnikowych grzybów podstawkowych Polski. Aktualne stanowiska podaje internetowy atlas grzybów. Znajduje się w nim na liście gatunków zagrożonych i wartych objęcia ochroną.
Naziemny grzyb saprotroficzny. Występuje w lasach na glebie, wśród traw, w wilgotnych miejscach.